# Дистаннид гепталития
Дистанни́д гептали́тия — бинарное неорганическое соединение, интерметаллид
олова и лития
с формулой Li7Sn2,
кристаллы.

## Получение
- Сплавление стехиометрических количеств чистых веществ:

{\displaystyle {\mathsf {7Li+2Sn\ {\xrightarrow {783^{o}C}}\ Li_{7}Sn_{2}}}}

## Физические свойства
Дистаннид гепталития образует кристаллы моноклинной сингонии, пространственная группа C mmm, параметры ячейки a = 0,980 нм, b = 1,38 нм, c = 0,475 нм, Z = 4,
структура типа гепталитийдигермания Ge2Li7
.
Соединение конгруэнтно плавится при температуре 783° C.